# Taurogi (stacja kolejowa)
Taurogi (lit. Tauragė) – stacja kolejowa w miejscowości Taurogi, w rejonie tauroskim, w okręgu tauroskim, na Litwie. Położona jest na linii Radziwiliszki – Pojegi.